# Le sorcier, le prince et le bon génie
Le sorcier, le prince et le bon génie è un cortometraggio del 1900 diretto da Georges Méliès. 

## Trama
Un principe si rivolge ad uno stregone affinché dietro lauto pagamento materializzi la donna dei suoi sogni. Lo stregone ingannatore fa apparire la damigella, ma solo per brevissimo tempo; dopo di che attuando vari incantesimi si sottrae alle rimostranze del principe infuriato.
Mentre il principe si tramuta in un afflitto popolano entra un corteo di minacciose donne biancovestite guidate tuttavia da un genio benevolo che, tenendo a bada l’irridente stregone, fa ricomparire la bella, con la quale il principe, riprese le sue vesti sontuose, alla fine si accompagna. 